# Cleolophus
Cleolophus is een geslacht van vliesvleugeligen uit de familie Eulophidae. De wetenschappelijke naam van dit geslacht is voor het eerst geldig gepubliceerd in 1924 door Mercet.

## Soorten
Het geslacht Cleolophus omvat de volgende soorten:
- Cleolophus autonomus Mercet, 1924
- Cleolophus virescens Storozheva, 1984